# Cuaespinós de l'illa d'Alejandro Selkirk
El cuaespinós de l'illa d'Alejandro Selkirk (Aphrastura masafuerae) és una espècie d'ocell de la família dels furnàrids (Furnariidae).

## Hàbitat i distribució
És endèmic dels boscos densos de l'illa Alejandro Selkirk, a l'Arxipèlag Juan Fernández.